# Ню Гидры
Ню Гидры (лат. ν Hydrae), 4 Чаши (лат. 4 Crateris), HD 93813 — двойная звезда в созвездии Гидры на расстоянии приблизительно 144 световых лет (около 44,1 парсек) от Солнца. Видимая звёздная величина звезды — +3,11m. Возраст звезды определён как около 6 млрд лет.

## Характеристики
Первый компонент — оранжевый гигант спектрального класса K0III, или K0, или K1,5IIIHdel-0,5. Масса — около 2,674 солнечной, радиус — около 22,839 солнечного, светимость — около 162,6 солнечной. Эффективная температура — около 4310 K.
Второй компонент — коричневый карлик. Масса — около 30,32 юпитерианской. Удалён в среднем на 2,076 а.е..